# ISO 3166-2:VI
ISO 3166-2:VI — стандарт Международной организации по стандартизации, который определяет геокоды. Является подмножеством стандарта ISO 3166-2, относящимся к Американским Виргинским островам. Стандарт охватывает Американские Виргинские острова. Геокод состоит из: кода Alpha2 по стандарту ISO 3166-1 для Американских Виргинских островов — VI. Одновременно Американским Виргинским островам присвоен геокод второго уровня — US-VI как неинкорпорированной организованной территории США. Геокод являются подмножеством кода домена верхнего уровня — VI, присвоенного Американским Виргинским островам в соответствии со стандартами ISO 3166-1.

## Геокоды Американских Виргинских островов
| Название                 | Alpha2 | Alpha3 | цифровой | Геокод по ISO 3166-2 | Статус                                        |
| ------------------------ | ------ | ------ | -------- | -------------------- | --------------------------------------------- |
| Виргинские Острова (США) | VI     | VIR    | 850      | US-VI                | неинкорпорированная организованная территория |

## Геокоды пограничных  Американским Виргинским островам государств
- Британские Виргинские острова — ISO 3166-2:VG (на северо-востоке (морская граница)),
- Ангилья — ISO 3166-2:AI (на востоке (морская граница)),
- Сент-Китс и Невис — ISO 3166-2:KN (на востоке (морская граница)),
- Пуэрто-Рико — ISO 3166-2:PR (на западе, на северо-западе (морская граница)).